# تشارلز كيس
تشارلز كيس هو محامي وسياسي أمريكي، ولد في 21 ديسمبر 1817، وتوفي في 30 يونيو 1883 في برايتون في المملكة المتحدة. نشط حزبياً في الحزب الجمهوري. وقد انتخب عضو مجلس النواب الأمريكي ‏.